# Zdenko Kožul
Zdenko Kožul (ur. 21 maja 1966 w Bihaciu) – chorwacki szachista i trener szachowy, w latach 1992–1993 reprezentant Bośni i Hercegowiny, arcymistrz od 1989 roku.

## Kariera szachowa
Pierwszym poważnym sukcesem Kožula było zdobycie w 1982 r. tytułu mistrza świata juniorów do 16 lat. Od połowy lat 80. należał do ścisłej czołówki szachistów jugosłowiańskich (w latach 1989 oraz 1990 dwukrotnie zwyciężał w mistrzostwach tego kraju). W 1988 r. podzielił I miejsce w otwartym turnieju w Szybeniku, natomiast w 1990 r. zwyciężył (wspólnie z Władimirem Jepiszynem) w turnieju kołowym we Frankfurcie. W 1994, 2000 i 2003 r. trzykrotnie zwyciężał w memoriałach Vasji Pirca w Mariborze. W 2002 r. podzielił I miejsce w otwartym turnieju w Nowej Goricy oraz zwyciężył w otwartych mistrzostwach Bośni i Hercegowiny w Neum. W 2003 r. zwyciężył w Zadarze. W 2004 r. podzielił I miejsca w Nowej Goricy oraz Ljubljanie. Zanotował również dobry występ w Trypolisie na mistrzostwach świata FIDE rozegranych systemem pucharowym, w których po zwycięstwach nad m.in. Siergiejem Rublewskim i Michaiłem Gurewiczem awansował do IV rundy, w której przegrał z Weselinem Topałowem. W 2005 r. zwyciężył w Đakovie oraz podzielił II miejsce w mistrzostwach Chorwacji w Vukovarze. W 2006 r. podzielił I miejsce w Zagrzebiu, podzielił I-II miejsce w mistrzostwach Chorwacji w Kutinie oraz odniósł największy sukces w dotychczasowej karierze, zdobywając w Kuşadası tytuł indywidualnego mistrza Europy.
Uwaga: Lista sukcesów niekompletna (do uzupełnienia od 2007 roku).
Wielokrotnie reprezentował Jugosławię, Bośnię i Hercegowinę oraz Chorwację w turniejach drużynowych, m.in.:
- dwunastokrotnie na olimpiadach szachowych (w latach 1990, 1994, 1996, 1998, 2000, 2002, 2004, 2006, 2008, 2010, 2012, 2014); medalista: indywidualnie – brązowy (1990 – na III szachownicy)[4],
- na drużynowych mistrzostwach świata (w roku 1997)[5],
- dziewięciokrotnie na drużynowych mistrzostwach Europy (w latach 1992, 1997, 1999, 2001, 2003, 2005, 2007, 2009, 2013)[6],
- dwukrotnie na turniejach o Puchar Mitropa (Mitropa Cup) (w latach 1999, 2000); dwukrotny medalista: wspólnie z drużyną – dwukrotnie brązowy (1999, 2000)[7].

Najwyższy ranking w dotychczasowej karierze osiągnął 1 października 2004 r., z wynikiem 2640 punktów zajmował wówczas 56. miejsce na światowej liście FIDE oraz jednocześnie pierwsze wśród chorwackich szachistów.